# Christopher Lloyd
Christopher Allen Lloyd (ur. 22 października 1938 w Stamford) – amerykański aktor. Trzykrotny laureat nagrody Emmy.
Odtwórca roli dr. Emmetta Browna w trylogii Powrót do przyszłości (1985–1990). Wystąpił w roli wujka Festera w komedii Rodzina Addamsów (1991) i jej sequelu Rodzina Addamsów II (1993).

## Filmografia

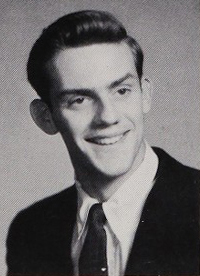
Christopher Lloyd (1958)

- Lot nad kukułczym gniazdem (1975) jako Max Taber
- Idąc na południe (1978) jako Towfield
- Cebulowe pole (1979) jako prawnik
- Butch i Sundance – Lata młodości (1979) jako Bill Carver
- Czarny marmur (1980) jako kontroler
- Listonosz zawsze dzwoni dwa razy (1981) jako sprzedawca
- Legenda o samotnym jeźdźcu (1981) jako mjr Bartholomew „Butch” Cavendish
- Pan mamuśka (1983) jako Larry
- Być albo nie być (1983) jako kpt.Schultz
- Star Trek III: W poszukiwaniu Spocka (1984) jako Kruge
- Trop (1985) jako prof. Plum
- Powrót do przyszłości (1985) jako dr Emmett Brown
- Tor 29 (1988) jako Henry Henry
- Spisek ośmiu (1988) jako Bill Burns
- Kto wrobił królika Rogera? (1988) jako sędzia Doom
- Drużyna marzeń (1989) jako Henry Sikorsky
- Powrót do przyszłości II (1989) jako dr Emmett Brown
- Powrót do przyszłości III (1990) jako dr Emmett Brown
- Kosmita z przedmieścia (1991) jako Charlie Wilcox
- Rodzina Addamsów (1991) jako wujek Fester Addams
- Rodzina Addamsów II (1993) jako wujek Fester Addams
- Dennis Rozrabiaka (1993) jako Switchblade Sam
- Dwadzieścia dolców (1993) jako Jimmy
- Władca ksiąg (1994) jako pan Dewey
- Zabójcze radio (1994) jako Zoltan
- Obóz marzeń (1994) jako Dennis Van Welker
- Anioły na boisku (1994) jako anioł Al
- Dzieciaki do wynajęcia (1995) jako Lawrence „Larry” Kayvey
- Rzeczy, które robisz w Denver, będąc martwym (1995) jako Pieces
- Autostrada strachu (1997) jako Aaron Quicksilver
- Blondynka (1997) jako Ernst
- Goście z nieba (1999) jako Jarvis Moody
- Geniusze w pieluchach (1999) jako Heep
- Mój przyjaciel Marsjanin (1999) jako Martin
- Alicja w Krainie Czarów (1999) jako Biały Rycerz
- Dowcip (2001) jako dr Kelekian
- W pogoni za przeznaczeniem (2001) jako Jet James
- Ale jazda! (2002) jako Ray
- Świąteczne psiaki (2009) jako Stan Cruge
- Pirania 3D (2010) jako pan Goodman
- Czarownice z Oz (2011) jako Czarnoksiężnik z Oz
- Milion sposobów, jak zginąć na Zachodzie (2014) jako Doc Brown
- Zodiak: Czas Apokalipsy (2014) jako Harry Setag
- 88 (2015) jako Cyrus
- W starym, dobrym stylu (2017) jako Milton Kupchak
- Nikt (2021) jako David Mansell